# Димба
Едитасио Виейра де Андраде (на португалски: Editácio Vieira de Andrade, произнася се по-близко до Едитасиу Виейра джи Андради) или по известен само като Димба (Dimba) е бразилски футболист, нападател.

## Кариера
Димба започва кариерата си в Собрадиньо през 1994 г. Остава в клуба до 1995 г. когато е трансфериран в друг отбор - Бразилия. Не остава дълго, защото същата година преминава в Гама.
През 1997 г. подписва с Ботафого, но го напуска същата година за да играе в Америка Минейро.
Димба продължава да сменя клубове и през 1999 г. преминава през Португеза и Баия.
През 2000 г. напуска родината си и подписва с португалския клуб Леча.
Отново се връща в старите си отбори – Ботафого и Гама през 2000 и 2001.
От 2002 г. до 2004 г. играе за Гояш.
През 2004 г. играе за Ал Итихад, Фламенго и Сао Каетано.
През 2003 г. Димба става голмайстор на бразилския шампионат с 31 попадения.